# Тай Конклін
Тай Кертіс Конклін (англ. Ty Curtis Conklin; 30 березня 1976, м. Фінікс, США) — американський хокеїст, воротар.
Виступав за «Гамільтон Бульдогс» (АХЛ), «Едмонтон Ойлерс», «Гріззлі Адамс Вольфсбург», «Гарфторд Вульф-Пек» (АХЛ), «Сірак'юс Кранч» (АХЛ), «Колумбус Блю-Джекетс», «Баффало Сейбрс», «Вілкс-Барре/Скрентон Пінгвінс» (АХЛ), «Піттсбург Пінгвінс», «Детройт Ред-Вінгс», «Сент-Луїс Блюз».
У складі національної збірної США учасник чемпіонатів світу 2004, 2005 і 2011 (12 матчів).
Досягнення
- Бронзовий призер чемпіонату світу (2004).